# Teleamazonas Internacional
Teleamazonas Internacional fue un canal de televisión por suscripción internacional de origen ecuatoriano, cuya programación consistía de telenovelas, series, programas y noticiarios producidos por Teleamazonas. 
Además de haber transmitido las producciones de Teleamazonas, Teleamazonas Internacional tuvo los derechos de exclusividad del Campeonato Ecuatoriano de Fútbol tanto de la Serie A como de la Serie B, y de los campeonatos de la CONMEBOL como la Copa Libertadores, la Copa Sudamericana y la Recopa Sudamericana, así como otros eventos como la Competencia Atlética Diario Expreso y del Medio Maratón Quito 21K.
Con sede en Quito, la empresa Teleamazonas Internacional fue fundada el 1 de octubre de 2008 por los dueños de Teleamazonas. El canal inició emisiones el 15 de octubre de 2008, y cesó sus operaciones en el año 2014, por motivos desconocidos.